# Stade Löwen
Königlicher Stade Löwen war ein belgischer Fußballverein aus der flandrischen Stadt Löwen. Die 2002 nach finanziellen Problemen im Oud-Heverlee Löwen aufgegangene Mannschaft spielte eine Saison erst- und 33 Spielzeiten zweitklassig.

## Geschichte
Der Klub gründete sich 1903 und orientierte sich bei der Namensgebung an einer bereits vorher kurzzeitig bestehenden gleichnamigen Fußballmannschaft, im November des Jahres trat er dem belgischen Fußballverband bei. Ab 1909 nahm die in den Vereinsfarben grün-weiß antretende Mannschaft am organisierten Spielbetrieb teil und trat in der zweithöchsten Spielklasse an. In den 1920er und 1930er Jahren zeitweise nur drittklassig spielend, war der Klub ab 1935 dauerhaft Zweitligist und verpasste in der Spielzeit 1943/44 als Vizemeister der Gruppe B hinter dem RFC Lüttich nur knapp den Aufstieg in die Erstklassigkeit. Nach einer erneuten Vizemeisterschaft in der Spielzeit 1946/47 hinter Sporting Charleroi stieg der Klub am Ende der Spielzeit 1948/49 als Staffelsieger vor dem KFC Beringen in die erste Liga auf. Hier war die Mannschaft in der Saison 1949/50 mit lediglich vier Saisonsiegen und vier Auswärtspunkten chancenlos und stieg als Tabellenschlusslicht gemeinsam mit dem KVV Lyra wieder ab.
1953 stieg Stade Löwen in die Dritt- und 1958 in die Viertklassigkeit ab. Dort spielte sie zeitweise um den Wiederaufstieg, ehe der Klub in den 1970er Jahren in den regionalen Amateurfußball durchgereicht wurde. Ende des Jahrzehnts folgte ein Aufschwung, der den Klub zur Spielzeit 1981/82 wieder in die Zweitklassigkeit und dort auf den sechsten Tabellenplatz führte. Nach dem Wiederabstieg 1983 spielte die Mannschaft zwischen 1988 und 1991 nochmals zweitklassig, anschließend pendelte sie zwischen dritter und vierter Spielklasse. Anfang der 2000er Jahre diskutierte der Klub mit dem ebenso von finanziellen Problemen geplagten Ortsrivalen Daring Club Löwen auf Drängen der Stadt Löwen über eine Fusion. In diese mischte sich der aufstrebende Lokalrivale Football Club Zwarte Duivels Oud-Heverlee ein, der kurz zuvor in die dritte Liga aufgestiegen war. Letztlich wurden dort die Kräfte gebündelt, daher löste sich Stade Löwen im Sommer auf und ging im neuen Klub auf, der sich fortan Oud-Heverlee Löwen nannte und dessen Wappen eine Reminiszenz an die drei Fusionsverein enthält: das Schwarz der Zwarte Duivels Oud-Heverlee, das Rot des Daring Clubs und das Grün von Stade.